# Louis de Hesse-Darmstadt
 (avril 2019).
Si vous disposez d'ouvrages ou d'articles de référence ou si vous connaissez des sites web de qualité traitant du thème abordé ici, merci de compléter l'article en donnant les références utiles à sa vérifiabilité et en les liant à la section « Notes et références ».
Titre
Prétendant au trône de Hesse-et-du-Rhin
16 novembre 1937 – 30 mai 1968
 (30 ans, 6 mois et 14 jours)
Louis de Hesse-Darmstadt (en allemand : Ludwig Hermann Alexander Chlodwig Prinz von Hessen und bei Rhein), né le 20 novembre 1908 à Darmstadt et mort le 30 mai 1968 à Francfort-sur-le-Main, est un prince allemand, prétendant au trône du défunt grand-duché de Hesse.

## Famille
Il est le fils d'Ernest-Louis de Hesse, dernier grand-duc souverain de Hesse-et-du-Rhin, et d'Éléonore de Solms-Hohensolms-Lich. Le matin du 17 novembre 1937, en l'église londonienne Saint-Pierre (en) d'Eaton Square, il épouse Margaret Campbell Geddes (1913-1997), fille de sir Auckland Campbell Geddes (titré 1er baron Geddes en 1942). Ils n'ont pas d'enfants qui naîtront de leur union mais ils adopteront au début de l'année 1938, à la suite du décès de Georges et Cécile de Hesse-Darmstadt, leur nièce Johanna de Hesse-Darmstadt, âgée de un an.
Louis de Hesse-Darmstadt appartient à la lignée de Hesse-Darmstadt issue de la maison de Hesse, elle-même issue de la branche aînée de la maison de Brabant.

## Succession
C'est au cours de leur voyage vers Londres, pour assister à son mariage avec Margaret, que son frère aîné Georges de Hesse-Darmstadt, sa belle-sœur Cécile de Hesse-Darmstadt (née de Grèce et de Danemark et sœur du futur prince Philip, duc d'Édimbourg), ses deux neveux Louis et Alexandre de Hesse-Darmstadt et sa mère la grande-duchesse douairière Éléonore de Hesse-Darmstadt (née de Solms-Hohensolms-Lich), trouvent la mort le 16 novembre 1937 dans le crash de leur Junkers Ju 52 de la Sabena, à 14 h 47, sur le quartier de Stene à Ostende en Belgique. À la suite du décès de son frère aîné, Louis de Hesse-Darmstadt devient le chef de la maison grand-ducale de Hesse. 

## Adoptions
Les jeunes mariés adoptent, au début de l'année 1938, la petite Johanna de Hesse-Darmstadt, leur nièce orpheline âgée d'un an, mais l'enfant meurt deux ans plus tard d'une méningite. 
En 1960, Louis et Margaret de Hesse-Darmstadt adoptent leur lointain cousin, Maurice de Hesse-Cassel (1926-2013), fils du landgrave Philippe de Hesse-Cassel (condamné à l'issue de la Seconde Guerre mondiale par les forces alliées et emprisonné jusqu'en 1947 pour collaboration avec le régime hitlérien) et de la princesse Mafalda de Savoie (morte en déportation en 1944 à Buchenwald). Le landgrave Maurice de Hesse-Cassel devient dès lors le prince Maurice de Hesse, chef des maisons unies de Hesse-Cassel et de Hesse-Darmstadt et prétendant grand-ducal de Hesse et du Rhin.

## Dernières années
En 1964, le prince Louis devient le parrain du prince Edward du Royaume-Uni, comte de Wessex.
Louis, le dernier « grand-duc » titulaire de Hesse-et-du-Rhin, meurt en 1968 sans héritier mâle et avec lui s'éteint la lignée des Hesse-Darmstadt. Les prétentions grand-ducales de Hesse-et-du-Rhin reviennent à Maurice de Hesse (1926-2013), chef de la branche de Hesse-Cassel et chef de la maison unie de Hesse de 1968 à 2013. 
Le prétendant au défunt trône de Hesse-et-du-Rhin est désormais Donatus de Hesse (né en 1966), fils ainé de Maurice de Hesse.